# The Seven Deadly Sins/(No More) Paddy's Lament
The Seven Deadly Sins/(No More) Paddy's Lament è un singolo del gruppo musicale statunitense Flogging Molly. È stato pubblicato nel 2010 in edizione limitata (2 000 copie).

## Tracce
1. The Seven Deadly Sins – 4:03
2. (No More) Paddy's Lament – 3:53